# Scopula mensurata
Scopula mensurata là một loài bướm đêm trong họ Geometridae.